# Prinsbisdom Dorpat
Het prinsbisdom Dorpat (Estisch: Tartu piiskopkond; Nederduits: Bisdom Dorpat; Latijn: Ecclesia tarbatensis) was een middeleeuws prinsbisdom dat bestond van 1224-1558. In grote lijnen omvatte het de huidige Estlandse provincies Tartumaa, Võrumaa en Jõgevamaa. Het was een suffragaan bisdom van het aartsbisdom Riga. De stad Dorpat is het huidige Tartu.

## Geschiedenis
In 1211 stichtte Albert van Buxhoeveden, de bisschop van Riga, in Lihula (Duits: Leal) in het westen van Estland een nieuw bisdom, met als eerste bisschop Theodorik van Leal. In 1220 werd de broer van Albert, Herman van Buxhoeveden, als bisschop aangesteld. 
Nadat Herman in 1224 bezit genomen had van het land van de Ugauniërs, in wat nu zuidoostelijk Estland is, koos hij Dorpat als zijn nieuwe zetel. Na bemiddeling van de pauselijke legaat Willem van Modena werden in 1228 Lihula en de westelijke gebieden tot het bisdom Ösel-Wiek verheven.
In 1242 werd Hermann met zijn Ugaunische onderdanen bij de Slag op het IJs verslagen door Alexander Nevski, vorst van Novgorod.
Dorpat werd in de jaren 80 van de 13e eeuw lid van de Hanze, en de handel bloeide op de handelsroute naar Novgorod en Pskov.
Aan het einde van de 14e eeuw werd Dietrich Damerow bisschop van Dorpat. Hij was de aartsvijand van de Lijflandse Orde en vormde een coalitie met Litouwen, Mecklenburg en de Victualiënbroeders. Hij vroeg zelfs koning Richard II van Engeland om Dorpat onder zijn bescherming te nemen. De Orde viel het bisdom in 1379 zonder succes aan. Na de afwikkeling van het conflict verloor de Orde haar recht om van vazallen van bisdommen te verlangen aan militaire campagnes deel te nemen.
In 1419 trad Dorpat toe tot de Lijflandse Confederatie. 
Tijdens haar laatste jaren had het bisdom een geschil met Moskou, dat later het belangrijkste voorwendsel van de Lijflandse Oorlog werd. Tsaar Ivan IV van Rusland eiste van het bisdom een enorme schatting van 40.000 daalders. De bisschop probeerde om een kleiner bedrag te onderhandelen, maar Ivan verwierp dit en startte de oorlog. 
In 1558 werd Dorpat door Russische troepen veroverd. De Lijflandse landdag vroeg in 1561 de bescherming van de grootvorst van Litouwen, en bij de Vrede van Jam Zapolski in 1582 werd het als woiwodschap Dorpat deel van het hertogdom Lijfland van het Pools-Litouwse Gemenebest.